# Ekmaniopappus
Ekmaniopappus là một chi thực vật có hoa trong họ Cúc (Asteraceae).

## Loài
Chi Ekmaniopappus gồm các loài: